# UralAZ
UralAZ (rus. Уральский автомобильный завод; hrv. Automabilski zavod Ural) je vodeći ruski proizvođač teških i vojnih kamiona. Tvrtka je osnovana 1941. godine kada je tvornica ZiS evakuirana iz Moskve zbog sovjetske bojazni da će glavni grad zauzeti Nijemci tijekom 2. svjetskog rata. UralAZ je smješten u gradu Miassu u uralskoj Čeljabinskoj oblasti.
Tijekom sovjetskog razdoblja UralAZ je bio specijaliziran za proizvodnju vojnih vozila dok je njen vrhunac bio tijekom 1960-ih godina. Od tada se situacija u tvornici pogoršava te je tvrtka bila primorana potpisati ugovore o suradnji s drugim proizvođačima s ciljem obnavljanja svojeg zastarjelog proizvodnog asortimana. Tako je UralAZ postao partner s talijanskom tvrtkom IVECO.

## Povijest
Tvrtka UralAZ je osnovana 1941. godine u gradu Miassu s ciljem proizvodnje vojnih kamiona. Od travnja 1942. započinje proizvodnja motora i mjenjača. Prvi model kamiona koji se tamo proizvodio bio je ZiS-5 koji je bio poznat kao jednostavan i robustan, doživio je svoju drugu generaciju te se proizvodio dugi niz godina. 1949. godine pojavila se inačica ZiS-5 s hidrauličnim kočnicama. 1956. je proizveden novi model Ural ZiS-355 te se proizvodio do 16. listopada 1963.
Moskovski Znanstveni institut za standarde je radio na projektu razvoja novog vozila za sve terene. U konačnici je proizvodnja takve vrste kamiona dodijeljena tvornici UralAZ.
Postrojenje tvrtke je obnovljeno 1961. te je započela masovna proizvodnja modela Ural-375 sa 6x6 pogonom kojeg je u velikoj količini naručila sovjetska vojska. Za ovaj kamion je razvijen novi V8 benzinski motor zapremine 6959 ccm te s aluminijskom glavom motora i klipovima.
Razdoblje 1960-ih je bilo veoma uspješno za tvrtku UralAZ te je do tada ukupno proizvedeno 530.000 kamiona te 1,3 milijuna motora. 1972. i 1975. godine se pojavljuju modeli Ural-375H i 377H. Krajem 1970-ih pojavljuje se model Ural-4320 dok je 1981. na temelju modela 4320 razvijen kamion Ural-5920 s Caterpillar motorom
1987. UralAZ je proslavio jubilarni milijunti proizvedeni kamion.
Raspadom SSSR-a i uvođenjem tržišnog gospodarstva u Rusiju, tvrtka je bila prisiljena na reformu poslovanja što je uključivalo i proizvodnju civilnih modela kamiona (Ural-43204 i 55571). Od lipnja 1992. započinje proizvodnja modela Ural-4322 sa 6x6 pogonom s novom suvremenijom kabinom te novijim V8 motorom koji se proizvodio na temelju njemačke licence od Deutz Motorsa.
Požar koji je zadesio tvrtku u proljeće 1993. je ozbiljno poremetio proizvodnju UralAZ te je tvrtka morala tražiti dobavljače motora.
Također, s ciljem reforme poslovanja, UralAZ koji je do tada bio orijentiran na suradnju s ruskim tvrtkama, 1992. je započeo joint venture suradnju s talijanskom auto industrijom IVECO. Zajednička tvrtka IVECO-UralAZ je stvorena 1994. te je u Rusiji dozvoljena mala serijska proizvodnja prethodno uvezenih teških kamiona iz Ivecoa. Dok je zajednička tvrtka osnovana kao IVECO-UralAZ, u ruskom tehničkoj dokumentaciji tvrtka se često naziva kao Ural-Iveco.
Kao plod ove zajedničke suradnje, uskoro je razvijen IVECO-330-UralAZ 30ANW s dizelskim motorom snage 306 KS i šasijom od Iveca. Motor kamiona je razvijen da izdrži arktičku klimu i temperaturu od -55 °C.
Nakon osnivanja IVECO-UralAZ, temeljni model nove joint venture kompanije postao je Magirus Deutz koji se u Europi prestao proizvoditi. Proizvodni kapacitet Urala je na kraju 1994. iznosio 3.600 vozila godišnje.
1997. UralAZ je počeo i s proizvodnjom Ivecovih kabina. S druge strane, UralAZ je kao i svi ruski proizvođači kamiona tradicionalno održao proizvodnju vojnih off-road kamiona s 4x4, 6x6 i 8x8 pogonom. Model 5323-22 s 8x8 pogonom je bio opremeljen s Ivecovim motorom i kabinom s dva ležaja.
Na zajedničkoj skupštini Ivecoa i Urala održanoj 7. travnja 2009., odlučeno je da će se ime tvrtke IVECO-UralAZ preimenovati u Iveco-AMT što će stupiti na snagu 16. travnja 2009. U ovom kontekstu, akronim AMT bi označavao Auto-Miass-Torino.